# Provincie Padova
Padova (Provincia di Padova) je italská provincie v oblasti Benátsko. Sousedí na severu s provincií Treviso, na východě s provincií Venezia, na jihu s provincií Rovigo a na západě s provinciemi Verona a Vicenza.
Rovinatým povrchem území provincie protéká mnoho toků, mezi hlavní patří řeky Brenta, Bacchiglione a na jižním okraji provincie Adige.

## Okolní provincie
| Růžice kompasu |         | Treviso          |         | Růžice kompasu |
| Růžice kompasu | Vicenza | Sever            | Venezia | Růžice kompasu |
| Růžice kompasu | Vicenza | Provincie Padova | Venezia | Růžice kompasu |
| Růžice kompasu | Vicenza | Jih              | Venezia | Růžice kompasu |
| Růžice kompasu | Verona  | Rovigo           |         | Růžice kompasu |